# Sultan al-Qasimi
Sultán bin Muhammad Al-Qasimi, conocido también como Jeque Sultán III (árabe: سلطان بن محمد القاسمي; 2 de julio de 1939), es el emir de Sharjah y miembro del Consejo Supremo de los Emiratos Árabes Unidos. Ha gobernado el emirato de Sharjah desde enero de 1972, excepto seis días durante el intento de golpe de Estado liderado por su hermano el Jeque Abdulaziz bin Mohammed Al-Qasimi en junio de 1987. Es profesor de historia, además de haber publicado varias obras teatrales y literarias.
Sucedió como emir a su hermano, el Jeque Khalid bin Mohammed Al Qasimi, después de su asesinato el 25 de enero de 1972. Anteriormente, era el Ministro de Educación de los Emiratos.

## Biografía
Cursó su educación primaria y secundaria entre Sharjah, Kuwait y Dubái, Al-Qasimi se fue a estudiar a la Universidad de El Cairo un Grado de Ciencias en Ingeniería Agrícola, graduándose en 1971. Estudió un postgrado en Historia en la Universidad de Exeter en 1985, y otro en Geografía Política del Golfo en la Universidad de Durham en 1999. Fue investido Doctor Honoris Causa en 2019 por la Universidad Autónoma de Madrid.
Habla varios idiomas, incluido el malabar, debido a su educación y afición por la cultura de la India, la cual ha visitado en varios ocasiones.
Además de sus cargos políticos, ha tenido varios puestos en instituciones educativas. Fue presidente de la Universidad Americana de Sharjah y la Universidad de Sharjah en 1997. Fue nombrado Profesor Visitante en la Universidad de Exeter, su alma mater. Llegó a ser profesor de Historia Moderna del Golfo en la Universidad de Sharjah en 1999. En 2008 fue también Profesor Visitante en la Universidad de El Cairo.

## Familia
Su hijo primogénito, de su primer matrimonio, el Jeque Mohammed bin Sultan Al Qasimi (1974-1999), era el heredero del emirato y falleció por una sobredosis de heroína en la residencia del Emir en Wych Cross Place, cerca de Forest Row, East Grinstead el 3 de abril de 1999 a la edad de 24 años. Debido a varios informes del incremento de los problemas de abusos de drogas en el emirato, en mayo de 2018, el emir anunció un plan para combatir la adicción a las drogas con la construcción de un centro de rehabilitación en Sharjah.
Su hijo menor, el Jeque Jalid bin Sultan Al Qasimi (1980-2019), propietario de la marca de ropa Qasimi, apareció muerto en Londres a la edad de 39 años.